# Журбинецька сільська рада (Бердичівський район)
Журбинецька сільська рада — колишня адміністративно-територіальна одиниця та орган місцевого самоврядування у Коднянському (Солотвинському), Бердичівському районах і Бердичівській міській раді Житомирської й Бердичівської округ, Вінницької та Житомирської областей Української РСР з адміністративним центром у селі Журбинці.

## Населені пункти
Сільській раді на час ліквідації були підпорядковані населені пункти:
- с. Журбинці

## Населення
Кількість населення ради, станом на 1923 рік, становила 1 154 особи, кількість дворів — 228.
Відповідно до перепису населення СРСР, станом на 17 грудня 1926 року, чисельність населення ради становила 1 279 осіб, з них, за статтю: чоловіків — 622, жінок — 657; етнічний склад: українців — 1 176, росіян — 2, євреїв — 2, поляків — 99. Кількість господарств — 266, з них, несільського типу — 3.

## Історія та адміністративний устрій
Створена 1923 року в с. Журбинці Солотвинської волості Житомирського повіту Волинської губернії. 7 березня 1923 року увійшла до складу новоствореного Солотвинського (згодом — Коднянський) району Житомирської округи. 17 червня 1925 року, відповідно до постанови ВУЦВК та РНК УСРР «Про адміністративно-територіяльне переконструювання Бердичівської й суміжних з нею округ Київщини, Волині й Поділля», внаслідок ліквідації Коднянського району, сільську раду включено до складу новоствореного Бердичівського району Бердичівської округи.
15 вересня 1930 року, відповідно до постанови ВУЦВК та РНК УСРР «Про ліквідацію округ та перехід на двоступеневу систему управління», внаслідок ліквідації Бердичівського району, сільську раду передано в підпорядкування Бердичівської міської ради. 28 червня 1939 року, відповідно до указу Президії Верховної ради Української РСР «Про утворення Бердичівського сільського району Житомирської області», сільську раду включено до складу відновленого Бердичівського району.
Станом на 1 вересня 1946 року сільська рада входила до складу Бердичівського району Житомирської області, на обліку в раді перебувало с. Журбинці.
Ліквідована 11 серпня 1954 року, відповідно до указу Президії Верховної ради УРСР «Про укрупнення сільських рад по Житомирській області», територію та с. Журбинці приєднано до складу Скаківської сільської ради Бердичівського району Житомирської області.